# ルートヴィヒ・ガストン・フォン・ザクセン＝コーブルク・ウント・ゴータ
ルートヴィヒ・ガストン・フォン・ザクセン＝コーブルク・ウント・ゴータ（ドイツ語: Ludwig Gaston von Sachsen-Coburg und Gotha, 1870年9月15日 - 1942年1月23日）は、ザクセン＝コーブルク＝ゴータ家のカトリック系の分家コハーリ侯爵家の公子。

## 生涯

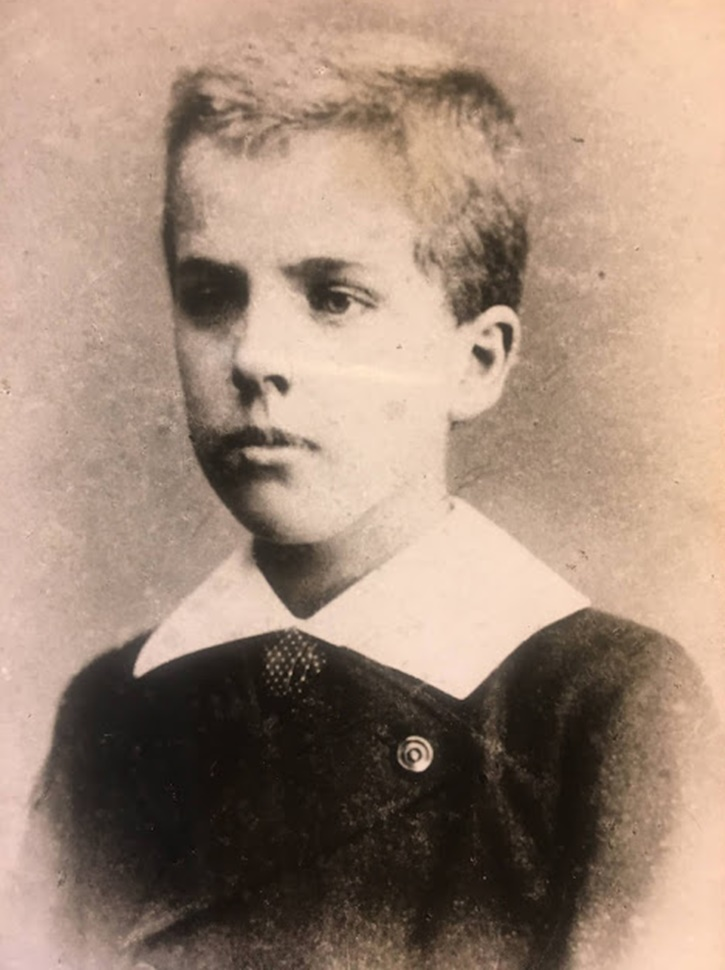
幼少期のルートヴィヒ・ガストン

ザクセン＝コーブルク＝ゴータ公子ルートヴィヒ・アウグストと、その妻でブラジル皇帝ペドロ2世の次女レオポルディナとの間の四男、末息子として、オーストリア＝ハンガリー帝国のエーベンタールで生まれた。兄弟にはペーター・アウグスト、アウグスト・レオポルト、ヨーゼフ・フェルディナントがいる。
1871年に母レオポルディナが亡くなった後すぐに兄弟達はブラジルへ渡り、1889年の軍事クーデターで君主制が廃止され帝室が亡命を強いられる事になるまで母方の祖父と共に暮らした。
テレジア士官学校で学ぶ為、ウィーナーノイシュタットへ向かい、1892年に卒業した。その後、リエンツのオーストリア＝ハンガリー陸軍の第四チロル猟兵連隊少尉に昇進した。
1896年5月1日、中尉の地位を得、1900年3月29日、インスブルックで第一チロル猟兵連隊の指揮権を与えられ、1903年5月1日にはさらに大尉の地位に進んだ。
1907年2月8日に陸軍を退役した。
1900年5月1日、ミュンヘンでバイエルン王ルートヴィヒ3世の娘のマティルデと結婚した。2人の結婚式はマティルデの祖父ルイトポルトが主催した。マティルデとの間に一男一女を儲けた。

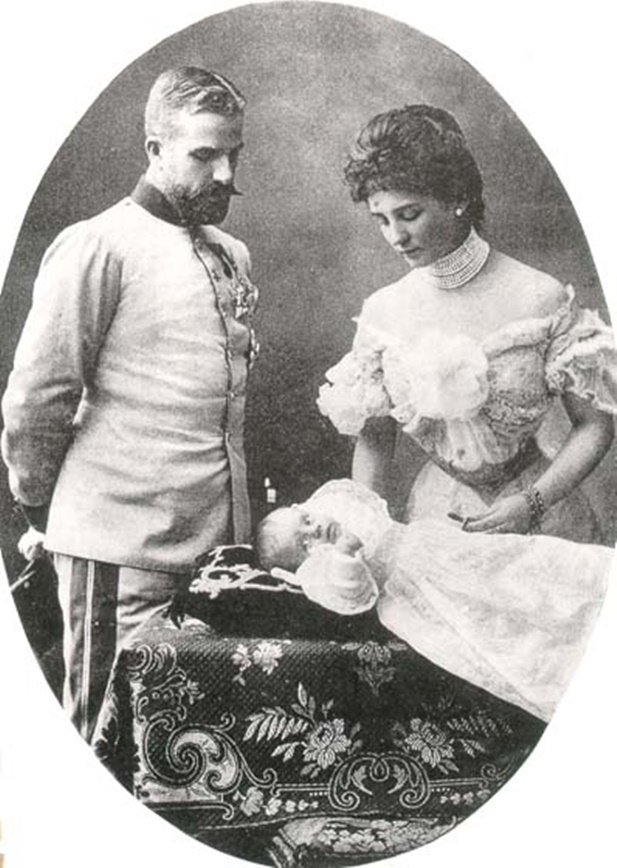
ルートヴィヒ・ガストンとマティルデ、長男アントニウス

- アントニウス・マリア・ルートヴィヒ・クレメンス・オイゲン・カール・ハインリヒ・アウグスト・ルイトポルト・フランツ・ヴォルフガンク・ペーター・ガストン・アレクサンダー・アルフォンス・イグナティウス・アロイジウス・スタニスラウス（1901年 - 1970年） - 1938年、ルイーゼ・マイヤーホーファーと結婚
- マリア・インマクラータ・レオポルディーネ・フランツィスカ・テレジア・イルデフォンサ・アーデルグンデ・クレメンティーネ・ヒルデガルト・アンナ・ヨーゼファ・エリーザベト・ザンクタ＝アンゲリカ・ニコレッタ（1904年 - 1940年）

1906年にマティルデが亡くなった後、1907年11月30日にホルショフスキー・ティーンでトラウトマンスドルフ＝ヴァインスベルク女伯アンナ（1873年 - 1948年）と再婚し、娘を一人儲けた。
- ヨゼフィーネ・マリア・アンナ・レオポルディーネ・アマーリエ・クレメンティーネ・ルドヴィカ・テレジア・ガブリエラ・ゴンザーガ（1911年 - 1997年） - 1937年、バラッタ＝ドラゴーノ男爵リヒャルトと結婚

1942年1月23日にインスブルックで亡くなり、コーブルクの聖アウグスティン教会に葬られた。